# Fabronia schwetschkeoides
Fabronia schwetschkeoides är en bladmossart som beskrevs av Fleischer 1920. Fabronia schwetschkeoides ingår i släktet Fabronia och familjen Fabroniaceae. Inga underarter finns listade i Catalogue of Life.